# Silje Wergeland
Silje Wergeland (9 november 1974) is een Noorse zangeres, songschrijver en pianiste. Ze was in 2000 mede-oprichter van de band Octavia Sperati, totdat de band in 2008 een pauze inlaste. Sinds 2009 is Wergeland zangeres van The Gathering.
Wergeland heeft een relatie met drummer Mads Lilletvedt. Het stel heeft twee kinderen.
- Bibsys: 8009187
- MusicBrainz: d01afb9d-0717-4a85-9425-88f5536c91a6
- Virtual International Authority File: 193149106003568490428